# Mișcarea Albă

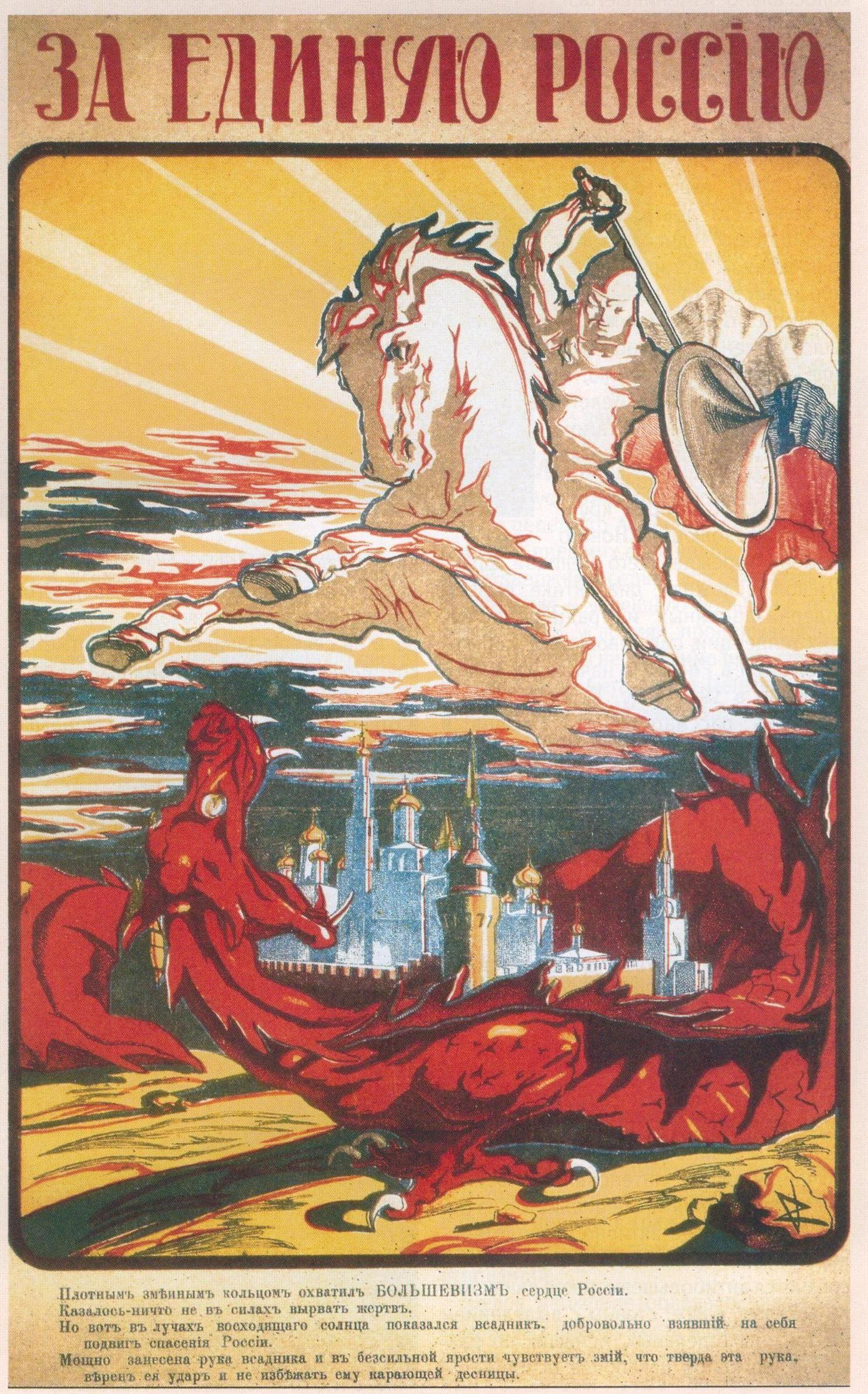
Afiș al Mişcǎrii Albe „Pentru o Rusie unită” (1919)

Mișcarea Albă (în rusă Белое движение) și brațul ei înarmat Armata Albă (în rusă Белая Армия) sau Garda Albă (în rusă Белая Гвардия, белогвардейцы), ai căror membri erau cunoscuți ca Albi (în rusă Белые, Беляки), cuprindeau unele forțe din Rusia, atât politice cât și militare, care se opuneau bolșevicilor după Revoluția din Octombrie și care au luptat împotriva Armatei Roșii (așa cum au făcut-o, de altfel, și naționaliștii ucrainieni din Armata Verde sau anarhiștii din Armata Neagră) pe durata războiului civil din Rusia din 1918 până în 1921.
Numele de Alb avea două înțelesuri. Primul era în contradicție cu Roșii — Armata Roșie revoluționară, care sprijinea sovietele și comunismul. Al doilea înțeles al cuvântului Alb avea asocieri monarhiste: de-a lungul istoriei, fiecare țar al Rusiei era denumit în mod solemn Țarul alb, iar ideea monarhistă a fost cunoscută de-a lungul războiului civil ca ideea albă.
Strict vorbind, nu a existat o Armată Albă monolitică; fără să aibă o conducere unitară, forțele albe nu au fost niciodată mai mult decât o confederație destul de largă de forțe contrarevoluționare. Ofițerii care formau pătura (categoria) de comandă a Armatei Albe erau în principal susținători ai ideilor monarhiste, dar erau destui printre ei care susțineau diverse alte mișcări politice, inclusiv democrate, social-revoluționare, sau altele opuse învingătorilor din Revoluția din Octombrie. În alte momente și în alte locuri, aceleași grupuri au sprijinit Armata Roșie. A mai existat un al treilea grup, cunoscut sub numele de Armata Verde, care a luptat atât împotriva roșiilor cât și a albilor. Soldații de rând ai Armatei Albe erau ori opozanți activi ai bolșevicilor (mulți cazaci, de exemplu), ori țărani apolitici înrolați în armată. Din timp în timp, aliații vestici din Antanta și forțele interveționiste străine au acordat un sprijin substanțial unităților Armatei Albe. Aceasta a făcut pe unii oameni să vadă Armata Albă ca exponent al intereselor străine. 
Războiul civil rus dintre Albi și Roșii s-a purtat cu furie până în 1921. Armata Albă, susținută intermitent de forțele intervenționiste din afara Rusiei (Japonia, Anglia, SUA) a avut influență în unele zone (în mod special în Siberia, Ucraina și Crimeea) pentru perioade diferite de timp și a mobilizat un număr considerabil de militari pe teatrele de luptă. Ei însă nu au reușit să se unească sau să coopereze eficient între ei, în cele din urmă Armata Roșie bolșevică reușind să iasă învingătoare.
Activitatea albilor s-a concentrat mai apoi în cercurile emigranților. Un număr considerabil de anti-sovietici s-au adunat în Berlin, Paris, Harbin și Șanhai, stabilind rețele culturale care au rezistat până la izbucnirea celui de-al Doilea Război Mondial. Din acel moment mai departe, activitatea albilor a găsit o nouă gazdă principală în Statele Unite.

## Persoane importante ale mișcării albe
- Anton Ivanovici Denikin
- Alexandr Vasilevici Kolceak
- Lavr Gheorghievici Kornilov
- Piotr Nicolaievici Krasnov
- Viaceslav Grigorevici Naumenko [nefuncțională]
- Andrei Grigorievici Șkuro
- Piotr Nicolaievici Wrangel
- Nicolai Nicolaievici Iudenici